# توم كيسي
توم كيسي (بالإنجليزية: Thomas Mannix Casey)‏ هو سياسي أسترالي، ولد في 12 مارس 1921 في أستراليا، وتوفي في 25 سبتمبر 2003. حزبياً، نشط في حزب العمال الأسترالي (فرع جنوب أستراليا) ‏. وقد انتخب عضو مجلس جنوب أستراليا التشريعي وقد انضم خلال فترته النيابية (12 يوليو 1975 – 14 سبتمبر 1979)  للكتلة البرلمانية حزب العمال الأسترالي (فرع جنوب أستراليا) ‏ وانتخب عضو مجلس جنوب أستراليا التشريعي عن دائرة Central District No. 1 (South Australian Legislative Council) ‏ وقد انضم خلال فترته النيابية (15 مايو 1970 – 11 يوليو 1975)  للكتلة البرلمانية حزب العمال الأسترالي (فرع جنوب أستراليا) ‏ وانتخب عضو مجلس النواب جنوب أستراليا من الجمعية عن دائرة Electoral district of Frome ‏ وقد انضم خلال فترته النيابية (5 نوفمبر 1960 – 14 مايو 1970)  للكتلة البرلمانية حزب العمال الأسترالي (فرع جنوب أستراليا) ‏.